# Kvittning (ekonomi)
Kvittning mot kontobehållning är en form av betalning. Den innebär att man räknar av - kvittar - en fordran mot en motfordran. De båda fordringarna upphör därmed att gälla till den del de täcker varandra.